# Georgia Byng
Georgia Mary Caroline Byng (Winchester, Anglaterra, 6 de setembre de 1965) és una escriptora anglesa de llibres juvenils i infantils. Quan va acabar l'escola, va estudiar Art Dramàtic i va treballar com a actriu. Actualment, viu a Londres amb el seu marit i els seus dos fills.
Des de molt jove, es va interessar pel món dels còmics; el seu primer llibre va ser The Sock Monsters.
Byng va tenir moltes dificultats per publicar el primer llibre juvenil, Molly Moon i l'increïble llibre de l'hipnotisme, malgrat que per la seva posició social -és filla del comte de Strafford- es pogués pensar el contrari. Aquest llibre ha estat traduït a més de vint-i-cinc llengües.
Ha publicat també altres llibres de la mateixa col·lecció: Molly Moon atura el món (2003) i Molly Moon viatja a través del temps (2005), en què la protagonista, Molly Moon, continua amb les seves aventures. Aquests llibres han provocat certa polèmica en els cercles dedicats a la hipnosi que l'autora ha qualificat d'absurda perquè els seus llibres es mouen en un món clarament de fantasia.